# Equació d'Allen-Cahn
L'equació d'Allen-Cahn (anomenada així en honor de John W. Cahn i Sam Allen), és una equació de reacció-difusió de física matemàtica que descriu el procés de separació de fases en sistemes d'aliatges de diversos components, incloses les transicions d'ordre-desordre.
L'equació descriu l'evolució temporal d'una variable d'estat escalar-valorada {\displaystyle \eta } en un domini {\displaystyle \Omega } durant un interval de temps {\displaystyle {\mathcal {T}}}, i està donat per:
{\displaystyle {{\partial \eta } \over {\partial t}}=M_{\eta }[\operatorname {div} (\varepsilon _{\eta }^{2}\nabla \,\eta )-f'(\eta )]\quad {\text{on }}\Omega \times {\mathcal {T}},\quad \eta ={\bar {\eta }}\quad {\text{on }}\partial _{\eta }\Omega \times {\mathcal {T}},}
{\displaystyle \quad -(\varepsilon _{\eta }^{2}\nabla \,\eta )\cdot m=q\quad {\text{on }}\partial _{q}\Omega \times {\mathcal {T}},\quad \eta =\eta _{o}\quad {\text{on }}\Omega \times \{0\},}
on 
- {\displaystyle M_{\eta }} és la mobilitat,
- {\displaystyle f} és la densitat d'energia lliure,
- {\displaystyle {\bar {\eta }}} és el control de la variable d'estat a la part de el límit
- {\displaystyle \partial _{\eta }\Omega }, {\displaystyle q} és el control de font en {\displaystyle \partial _{q}\Omega },
- {\displaystyle \eta _{o}} és la condició inicial, i
- {\displaystyle m} és el normal a l'exterior {\displaystyle \partial \Omega }.

és el flux de gradient L² de l'energia lliure de Ginzburg – Landau – Wilson funcional. Està estretament relacionada amb l'equació de Cahn-Hilliard. En una dimensió espacial, Xinfu Chen dona una descripció molt detallada d'un article.